# J'crois qu'ils ont pas compris
Pistes de Capitaine fait de l'art
TNF
(2) J'ai l'impression
(4)
J'crois qu'ils ont  pas compris est un single du rappeur français Leto extrait de la mixtape Capitaine fait de l'art sortie le 19 juillet 2024. Le single a été certifié single de diamant en France.

## Classements
| Classements (2021)                      | Meilleure position |
| --------------------------------------- | ------------------ |
| Belgique (Wallonie Ultratop 50 Singles) | 13                 |
| France (SNEP)                           | 3                  |
| Suisse (Schweizer Hitparade)            | 47                 |

## Certification
| Pays   | Organisme | Certification | Seuil                            |
| ------ | --------- | ------------- | -------------------------------- |
| France | SNEP      | Diamant       | 50 millions d'équivalent streams |